# دونالد توسک
دونالد فرانچیشک توسک (به انگلیسی: Donald Franciszek Tusk) (زاده ۱۹۵۷ در گدانسک) سیاست‌مدار لهستانی و در حال حاضر نخست‌وزیر لهستان است. پدرش نجار و مادرش پرستار بود. توسک دوره دبیرستان را ،در گدانسک، شهر زادگاهش سپری کرد و در سال ۱۹۷۶ به پایان برد. وی سپس به عنوان دانشجوی تاریخ در دانشگاه گدانسک پذیرفته شد و با مدرک کارشناسی ارشد فارغ‌التحصیل شد. توسک نوامبر سال ۲۰۰۷ رسماً به عنوان نخست‌وزیر لهستان انتخاب شد.
اعضای اتحادیه اروپا روز ۱ دسامبر ۲۰۱۴ در نشست خود در بروکسل وی را به عنوان رئیس شورای اروپا و جانشین هرمن ون رومپوی انتخاب کردند. در مارس سال ۲۰۱۷ با رای اعضا توسک در سمت خود ابقاء گردید.